# MPS 1270
Der MPS 1270 war der erste Tintenstrahldrucker, den Commodore als Teil seiner MPS-Serie herausgebracht hat. Sein Druckbild war selbst auf Spezialpapier sehr ausgefranst und kontrastarm,  auch war er mit 28 CPS (Zeichen pro Sekunde) (NLQ-Modus) bzw. 160 CPS (Entwurfsmodus) relativ langsam. Dafür war er, verglichen mit damaligen Nadeldruckern, verhältnismäßig leise, mehr als ein leises Sirren des Druckkopfes war nicht zu hören. 
Es gab zwei Ausführungen dieses Druckers. Der MPS 1270 verfügt nur über einen Centronics-Anschluss. Der MPS 1270A dagegen bietet darüber hinaus auch einen seriellen Commodore-Bus-Anschluss. Das ermöglicht es, das Gerät sowohl an einen Commodore-Rechner (C64, C128 usw.) als auch an einen PC oder Amiga anzuschließen.
Als Druckköpfe kommen die gleichen zur Verwendung wie auch im HP ThinkJet/Quietjet (HP51604A).